# Логотип прав человека

[http://humanrightslogo.net/ Логотип прав человека

Логотип прав человека создан в рамках выдвинутой в 2010 году международной инициативы «Логотип прав человека». Цель инициативы заключалась в разработке признанного во всем мире логотипа в поддержку всемирного правозащитного движения. Сам логотип создан в 2011 году.

## Логотип-победитель
Логотип-победитель был создан Предрагом Стакичем из Сербии и сочетает в себе силуэты руки и птицы. Логотип должен восприниматься как мирный вклад в укрепление прав человека и как таковой находить распространение, невзирая на культурные и языковые барьеры.
Новый логотип прав человека сейчас имеется в распоряжении всех людей как произведение «открытого доступа». Он свободен от каких-либо прав и может быть использован каждым, в любое время и во всём мире без уплаты пошлин или получения разрешений.

## Конкурс
Цель конкурса заключалась в том, чтобы создать признанный во всем мире символ прав человека. Для этого 3 мая 2011 года (Всемирный день свободы печати) был дан старт всемирному онлайн-конкурсу с обращением ко всем людям на планете направлять проекты по дизайну логотипа и отдавать свои голоса за представленные проекты.
Из более 15 300 предложений из более чем 190 стран мира жюри из видных личностей с июля 2011 года отобрало десятку лучших проектов. Из этой десятки Интернет-сообщество в ходе трехнедельного голосования выбрало логотип-победитель.
Официальное завершение конкурса состоялось 23 сентября 2011 г. в Нью-Йорке на полях сессии Генеральной ассамблеи ООН.

## Презентация логотипа-победителя
Презентация логотипа-победителя проходила 23 сентября 2011 г. и была приурочена к сессии Генеральной ассамблеи ООН. Ведущим на презентации был бывший главный редактор журнала «Тайм» Майкл Эллиот.
Тележурналистка Энн Кэрри, федеральный министр иностранных дел Германии Гидо Вестервелле и активисты правозащитного движения Кэролайн Гомес из Ямайки и Анжелина Ахенг Атьям из Уганды подчеркнули в своих выступлениях важное значение этого универсального символа в борьбе за права человека во всем мире.
Музыкальным апогеем вечера стало выступление сопранистки Джесси Норман.

## Жюри
Инициатива была поддержана международным жюри, в которое, наряду с другими, входили:
- Ай Вэйвэй (художник-концептуалист и правозащитник)
- Анжелина Ахенг Атьям (лауреат премии ООН в области прав человека)
- Аун Сан Су Чжи (лауреат Нобелевской премии мира)
- Варис Дирие (модель и борец против женского обрезания)
- Ширин Эбади (лауреат Нобелевской премии мира)
- Роланд Эммерих (кинорежиссёр и продюсер)
- Кэролайн Гомес (правозащитница и детский врач)
- Михаил Горбачёв (лауреат Нобелевской премии мира)
- Мухтар Мей (правозащитница)
- Принцесса Басма Бинт Талал (иорданская принцесса и правозащитница)
- Сомали Мам (правозащитница)
- Хуанес (певец и активист движения за мир)
- Наванетжем Пиллай (Верховный комиссар Организации Объединённых Наций по правам человека)
- Пайкасотху Сараванамутту (правозащитница)
- Джимми Уэйлс (основатель энциклопедии «Википедия»)
- Мухаммад Юнус (лауреат Нобелевской премии мира)

Кроме того, шефство над созданием платформы для инициативы приняли министры иностранных дел Боснии и Герцеговины, Германии, Канады, Маврикия, Сенегала, Сингапура, Чехии, Чили и Уругвая.